# Polysphaeridiopus pinus
Polysphaeridiopus pinus är en mångfotingart som först beskrevs av Hilton 1930.  Polysphaeridiopus pinus ingår i släktet Polysphaeridiopus och familjen fåfotingar. Inga underarter finns listade i Catalogue of Life.